# Guémené-sur-Scorff
Guémené-sur-Scorff (en bretó Ar Gemene) és un municipi francès, situat a la regió de Bretanya, al departament d'Ar Mor-Bihan. L'any 2006 tenia 1.235 habitants.

## Demografia
| Evolució de la població Cassini i INSEE |       |       |       |       |       |       |       |       |
| 1793                                    | 1800  | 1806  | 1821  | 1831  | 1836  | 1841  | 1846  | 1851  |
| 1 261                                   | 1 312 | 1 192 | 1 349 | 1 483 | 1 560 | 1 609 | 1 644 | 1 572 |

| 1856  | 1861  | 1866  | 1872  | 1876  | 1881  | 1886  | 1891  | 1896  |
| ----- | ----- | ----- | ----- | ----- | ----- | ----- | ----- | ----- |
| 1 504 | 1 567 | 1 672 | 1 528 | 1 571 | 1 470 | 1 638 | 1 865 | 1 868 |

| 1901  | 1906  | 1911  | 1921  | 1926  | 1931  | 1936  | 1946  | 1954  |
| ----- | ----- | ----- | ----- | ----- | ----- | ----- | ----- | ----- |
| 1 975 | 2 027 | 2 085 | 1 921 | 1 923 | 1 824 | 2 022 | 2 575 | 2 012 |

| 1962  | 1968  | 1975  | 1982  | 1990  | 1999  | 2006 | 2011 | 2016 |
| ----- | ----- | ----- | ----- | ----- | ----- | ---- | ---- | ---- |
| 1 743 | 1 831 | 1 693 | 1 555 | 1 332 | 1 205 | -    | -    | -    |

| 2019 | - | - | - | - | - | - | - | - |
| ---- | - | - | - | - | - | - | - | - |
| -    | - | - | - | - | - | - | - | - |

## Administració
| Període   | Identitat          | Partit |
| --------- | ------------------ | ------ |
| 1945-1966 | Charles Montmayeur |        |
| 1966-1983 | Louis Hubert       |        |
| 1983-2001 | Jean Moec          |        |
| 2001-     | Christian Perron   |        |

## Personatges il·lustres
- Hippolyte Magloire Bisson.
- Alfred Brard, senador i president del consell general sota la Tercera República Francesa.
- Jean Gainche, ciclista.
- Pierre Le Bigault, ciclista
- Joseph Loth, lingüista especialista en llengües cèltiques